# Библия Уиклифа
Библия Уиклифа — это название, данное группе переводов Библии на среднеанглийский язык, осуществлённых под руководством английского богослова Джона Уиклифа. Они возникли в период примерно с 1382 по 1395 г. Эти переводы Библии стали главным источником вдохновения и главным стимулом движения лоллардов, предреформационного движения, отвергавшего многие важные учения католической церкви. В раннее Средневековье большинство западных христиан встречались с Библией только в виде устных версий Священных Писаний, отдельными стихами и проповедями на латыни (другими источниками были мистерии, обычно исполнявшиеся на народном языке, а также народная иконография). Хотя в то время относительно немного людей умели читать, но идея Уиклифа заключалась в переводе Библии на народный язык, он говорил о том, что «это помогает изучать Евангелие на том языке, на котором они лучше всего знают слово Христа» (it helpeth Christian men to study the Gospel in that tongue in which they know best Christ's sentence).
Переводы Уиклифа, долгое время считавшиеся принадлежавшими самому Уиклифу, теперь считаются делом нескольких рук. Известно, что Николай Херефордский перевёл часть текста; Джон Перви и, возможно, Джон Тревиза – имена возможных авторов текста. Переводчики работали с Вульгатой, латинской Библией, стандартным библейским текстом западного христианства. Они включили в заветы сочинения, которые потом станут называться апокрифами среди протестантского большинства (у католиков и некоторых англикан они называются второканоническими), наряду с 3 Книгой Ездры (теперь 2 Книга Ездры) и с посланием Павла к лаодикийцам.
Несмотря на то, что на сочинение не было получено разрешения, оно пользовалось популярностью. Тексты Библии Уиклифа – наиболее распространённые рукописные сочинения на среднеанглийском языке. Сохранилось более 250 рукописей Библии Уиклифа. Один экземпляр был продан на аукционе 5 декабря 2016 г. за 1 692 500 долларов США.
Связь между Библией Уиклифа и лоллардами заставила Королевство Англии и институциональную католическую церковь Англии предпринять решительную кампанию по их подавлению. В первые годы XV в. Генрих IV (в своём статуте De haeretico comburendo), архиепископ Томас Арундел и Генри Найтонский опубликовали критические замечания и ввели в действие одни из наиболее строгих законов о религиозной цензуре в Европе того времени. Даже через 20 лет после смерти Уиклифа на Оксфордском собрании 1408 г. торжественно проголосовали за то, что ни один новый перевод Библии не может быть сделан без предварительного одобрения. Однако, поскольку текст, переведённый в различных версиях Библии Уиклифа, по сути являлся латинской Вульгатой, то на практике у церковных властей не было никакого способа отличить запрещённую версию; и, следовательно, многие католические комментаторы XV и XVI в. (типа Томаса Мора) принимали эти рукописные английские Библии за анонимный более ранний ортодоксальный перевод. Следовательно, рукописи Библии Уиклифа, датировка которых всегда предшествует 1409 г., т.е. дате запрета, свободно распространялись и широко использовались как духовенством, так и мирянами.

## Уиклиф как переводчик Библии
Сомнительно, что всю Библию мог перевести сам Уиклиф. Как бы то ни было, достоверно известно, что в XV в. ряд частей Священного Писания назывался уиклифовскими.
Сторонники точки зрения, что Уиклиф действительно переводил Библию, утверждают, что, когда Уиклиф взялся за перевод, то нарушил давнее убеждение, что никто не может переводить Библию по собственной инициативе, без одобрения церкви. Говорят, что его разочарование заставило его проигнорировать это установление, и что Уиклиф считал изучение Библии важнее прослушивания её чтения духовенством.
В то время люди в основном слушали Библию в церкви, поскольку не умели читать, а Библия стоила дорого (до появления печатного станка). Несомненно, что сама Библия была знакома и мирянам даже в XIV в. и что по крайней мере весь Новый Завет можно было прочитать в переводах. Также в средние века  умевшие читать могли читать и по-латыни, а не умевшие читать по-латыни, обычно и вообще не умели читать.
Уиклиф считал, что каждый христианин должен изучать Библию. И когда он столкнулся с противодействием переводу, он ответил: «Христос и его апостолы учили людей тому языку, который был им лучше всего известен. Почему люди не должны делать этого и сейчас?» (Christ and his apostles taught the people in that tongue that was best known to them. Why should men not do so now?) Для создания личных отношений с Богом, по Уиклифу, об этом необходимо было прежде прочесть в Библии. Уиклиф также считал, что необходимо вернуться к первоначальному состоянию Нового Завета для того чтобы по-настоящему реформировать Церковь, для этого нужно уметь читать Библию, чтобы понять именно те времена.
Уиклифовские версии Библии иногда осуждались католической церковью, потому что к ортодоксальному переводу добавлялось и уиклифовское предисловие.

## Версии
Есть две разные версии Библии Уиклифа. Более ранняя версия была переведена при жизни Уиклифа, а более поздняя считается делом рук Джона Перви. Поскольку печатный станок ещё не был изобретён, то существует лишь ряд экземпляров более ранней Библии Уиклифа. Более ранняя представляет собой строгий и дословный перевод латинской Вульгаты, и взгляд Уиклифа на богословие в ней ближе к реализму, чем к духовному. Эта версия была переведена дословно, что нередко приводило к путанице или к бессмысленности. Она была направлена на менее образованных священнослужителей и мирян, в отличие от второй, более последовательной версии, которая была для всех грамотных людей. Даже после переводов неграмотные и бедняки, как правило, не имели доступа к Писанию: первоначально перевод стоил четыре марки сорок пенсов, т. е. два фунта шестнадцать шиллингов восемь пенсов. Во времена Уиклифа Библии также использовались в качестве свода законов, доминировавших в гражданском праве, предоставляя исключительную власть церкви и религиозным лидерам, знавшим латынь. Буквальный характер более раннего перевода использовался для того чтобы придать Библии Уиклифа более авторитетный характер. Говорят, что более раннюю версию написали сам Уиклиф и Николас Херефордский. 
Сохранившиеся копии Библии Уиклифа делятся на две большие текстовые семьи: более «раннюю» версию и более «позднюю» версию. Обе имеют недостатки из-за откровенно рабского отношения к порядку слов и синтаксису латинского оригинала; более поздние версии указывают на то, что их всё же пересмотрели в пользу более идиоматического английского языка. В текстах представлено большое разнообразие среднеанглийских диалектов. Вторая, переработанная группа текстов значительно больше первой. Некоторые рукописи содержат части Библии в более ранней версии, а другие части – в более поздней версии; это говорит о том, что ранняя версия могла быть задумана как черновик, который нужно было переделать в чуть лучший английский язык второй версии. Вторая версия, хотя и несколько улучшенная, всё же сохранила ряд стилистических ошибок.
Знакомый стих из Ин. 3:16 в более поздней версии у Уиклифа переводится:
- Поздний Уиклиф: «For God louede so the world, that he ȝaf his oon bigetun sone, that ech man that bileueth in him perische not, but haue euerlastynge lijf. "
- Библия короля Якова: «For God so loved the world, that he gave his only begotten Son, that whosoever believeth in him should not perish, but have everlasting life».

Более поздняя исправленная версия Библии Уиклифа была выпущена через 10—12 лет после смерти Уиклифа. Эта версия переведена Джоном Перви, усердно работавшим над переводом Библии Уиклифа, что можно увидеть в Общем прологе, где Перви объясняет методологию перевода Священных Писаний. Он описывает 4 правила, которые должны соблюдать все переводчики:
Во-первых, переводчик должен быть уверен в тексте, который он переводит. Это он сделает, сравнив множество старых копий латинской Библии, чтобы убедиться в подлинности текста. Во-вторых, переводчик должен изучить текст, чтобы понять смысл. Перви объясняет, что невозможно перевести текст, не имея представления о прочитанном. В-третьих, переводчик должен ознакомиться с грамматикой, стилем, а также со справочными сочинениями для того чтобы понять редкие и незнакомые слова. В-четвёртых, как только переводчик понимает текст, перевод начинается не с буквального толкования, а с выражения смысла текста на языке перевода (английском), переводя не просто слово, но и предложение.

## Церковная реакция и споры
В это время Крестьянское восстание развернулось в полную силу, поскольку народ Англии объединился для восстания против несправедливости английского парламента и поддержки им более богатых классов. Уильям Куртене, архиепископ Кентерберийский, смог настроить и церковь, и парламент против Уиклифа, ложно объявив, что его труды и его влияние подстрекают крестьян, участвовавших в восстании. (На самом деле это был Джон Болл, другой священник, который участвовал в восстании и просто цитировал Уиклифа в одной из речей). Гнев церкви и парламента по отношению к «ереси» Уиклифа привёл к тому, что был сформирован Синод Блэкфрайарс для выдворения Уиклифа из Оксфорда. Хотя этот Синод первоначально был отложен из-за землетрясения, которое, по мнению самого Уиклифа, символизировало «суд Божий», в конце концов он был созван повторно. На этом синоде сочинения Уиклифа (библейские и другие) цитировались и подвергались критике за ересь. Этот Синод в конечном итоге привёл к постановлению короля Ричарда II об удалении Уиклифа из Оксфорда и заключении в тюрьму всех, кто проповедовал или писал против католицизма.
Позднее, после смерти Джона Уиклифа, Констанцский собор объявил Уиклифа (4 мая 1415 г.) еретиком, находящимся под запретом церкви. Было решено сжечь его книги и эксгумировать останки. В 1428 г. по приказу папы Мартина V останки Уиклифа были выкопаны, сожжены, а пепел брошен в реку Свифт, протекающую через Латтерворт. Это последняя из всех посмертных атак на Джона Уиклифа, но предыдущие попытки были предприняты и до Констанцского собора. Антиуиклифовский статут 1401 г. распространил преследование на оставшихся последователей Уиклифа. «Оксфордские конституции» 1408 г. были направлены на восстановление власти во всех церковных вопросах, в частности, упоминание Джона Уиклифа в запрете на определенные произведения и отмечая, что перевод Писания на английский язык мирянами является преступлением, наказуемым по обвинению в ереси.

## Влияние на последующие английские Библии
Хотя Библия Уиклифа широко распространялась в позднее Средневековье, она оказала очень мало влияния на первые английские библейские переводы эпохи Реформации, такие как переводы Уильяма Тиндейла (Библия Тиндейла) и Майлза Ковердейла (Большая Библия ), поскольку была переведена с латинской Вульгаты, а не с оригинальных греческого и еврейского языка.
Следовательно, в более поздних английских протестантских библейских исследованиях его обычно игнорировали. Однако из-за того, что сохранившиеся рукописи Библии Уиклифа широко использовались в качестве произведений неизвестного католического переводчика, эта версия продолжала ходить среди английских католиков XVI в., и многие из переводов Вульгаты на английский язык были приняты переводчиками Реймского Нового Завета.

## Библия Уиклифа в печати
Самое раннее печатное издание, состоящее только из Нового Завета, было выпущено Джоном Льюисом в 1731 г.
В 1850 г. Форшалл и Мэдден опубликовали четырехтомное критическое издание Библии Уиклифа, содержащее текст более ранней и более поздней версий в параллельных столбцах. Издание Форшалла и Мэддена сохраняет букву йог (ʒ), но заменяет шип (þ) диграфом th .

## В культуре
- Хорхе Луис Борхес упоминает Библию Уиклифа в своем рассказе «Книга песка», где называет её «Black-letter Wyclif», отсылая к шрифту Blackletter, использованному для публикации[12].